# Maurice Durand (jazzmusicus)
Maurice Durand (New Orleans, 4 juli 1893 - Californië, 23 november 1961) was een Amerikaans jazztrompettist. Durand speelde in verschillende brassbands in zijn geboorteplaats: in de Terminal Brass Band, de bands van Manuel Perez (de Onward Brass Band en de Imperial Orchestra, een voortzetting hiervan) en de Tuxedo Brass Band. Ook leidde hij een eigen dansband, die speelde in de Pythian Temple Roof Garden en The Alley Cabaret, eveneens in New Orleans.